# Caustis pentandra
Caustis pentandra är en halvgräsart som beskrevs av Robert Brown. Caustis pentandra ingår i släktet Caustis och familjen halvgräs. Inga underarter finns listade i Catalogue of Life.